# Старий Мокрець
Старий Мокрець — (біл. вёска Стары Макрэц), село (веска) в складі Брагінського району розташоване в Гомельській області Білорусі. Село підпорядковане Малейківській сільській раді і в ньому мешкає 10 осіб (станом на 2004 рік).
Село Старий Мокрець розташоване на південному сході Білорусі, в південній частині Гомельської області, неподалік від районного центру Брагіна (за 12 кілометрів східніше).